# سامانه فروسرخ فضابنیان
سامانه فروسرخ فضابنیان (به انگلیسی: Space-Based Infrared System) یا «سامانه مادون قرمز مستقر در فضا» یا اسبرز (SBIRS) یک سامانه

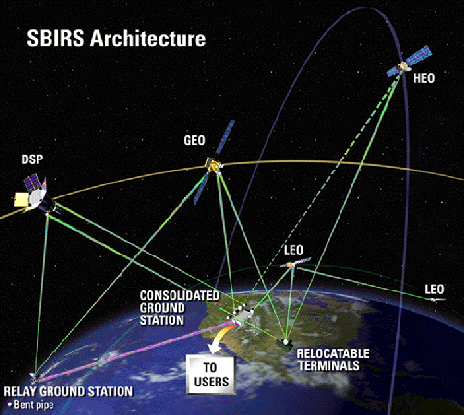
شیوه هماهنگی بین این اجزای مختلف سامانه.

یکپارچه‌کننده برای نظارت فضایی فروسرخ ایالات متحده در دو تا سه دهه اول قرن بیست و یکم است. این برنامه برای فراهم آوری قابلیت‌های کلیدی در حوزه‌های هشدار موشک، دفاع موشکی و توصیف فضای نبرد از طریق ماهواره‌های در مدار زمین‌آهنگ (GEO)، حسگرهای میزبانی شده در مدار بیضوی بالا (HEO) و پردازش داده و کنترل روی زمین طراحی شده‌است. نرم‌افزار زمینی اسبرز برنامه‌های حسگر فروسرخ نیروی هوایی آمریکا را با حسگرهای فروسرخ جدید یکی می‌کند.
ماهواره‌ها، حسگر مادون قرمز و دوربین‌های این سامانه در فضا دور زمین می‌گردند و با مراکز کنترل در زمین در ارتباط هستند. این سامانه هر ۱۰ ثانیه سطح زمین را اسکن می‌کند و به دنبال نشانه‌های حرارتی مادون قرمز روی سطح زمین است که پس از پرتاب موشک، به جا می‌ماند.